# Miguel Klein Medina
Miguel Klein Medina (* 1996 in Saarbrücken) ist ein deutscher Schauspieler.

## Leben
Miguel Klein Medina wuchs in seiner Geburtsstadt Saarbrücken auf, wo er am Gymnasium am Schloss sein Abitur machte. Als Jugendlicher war er Tänzer in der Youth Ballett-Company »Imove«. Sein Interesse und seine Begeisterung für die urbane Sub-Kultur des Tanzes wie BBoying und Hip-Hop brachten ihn zum Tanz-Kollektiv »Armageddon Fam«. Erste schauspielerische Erfahrungen sammelte er als Mitglied des Jugendclubs des Saarländischen Staatstheaters Saarbrücken, bei dem er in verschiedenen interdisziplinären Tanz- und Theaterproduktionen mitwirkte. 2015 übernahm er in der Jugendclub-Produktion Wir Wellen nach dem dramatischen Gedicht von Mariette Navarro die Hauptrolle des „Anführers“ einer Jugendgruppe.
Ab 2017 stand er für verschiedene Film- und Fernsehproduktionen vor der Kamera und drehte unter der Regie von Marco Petry, Ulrich Zrenner, Tim Trageser, Markus Goller, Lennart Ruff und Tomasz E. Rudzik. Er war in den TV-Serien Der Staatsanwalt und Wild Republic sowie in der zweiteiligen ZDF-Fernsehreihe Unterm Apfelbaum (2022) zu sehen. In Die verlorene Tochter (2020), dem sechsten Film der ARD-Krimireihe Der Lissabon-Krimi, spielte er an der Seite von Martin Bruchmann den Umweltaktivisten und Ökoterroristen João Teixeira.
Von 2020 bis 2024 studierte Miguel Klein Medina Schauspiel an der Hochschule für Musik und Darstellende Kunst (HfMDK) in Frankfurt am Main. 2021 wurde er mit dem Newcomer-Preis der HfMDK im Bereich „Schauspiel“ ausgezeichnet. 2022 wurde er Stipendiat der Studienstiftung des deutschen Volkes.
Während seines Studiums war er als Mitglied des Studiojahres „Schauspiel“ als Gast am Schauspiel Frankfurt engagiert, wo er u. a. mit Robert Gerloff, Regina Wenig, Timofej Kuljabin und Max Lindemann zusammenarbeitete. Am Schauspiel Frankfurt spielte er u. a. den „schrecklichen Sven“ in Wickie und die starken Männer, den König in Lena & Leonce – Ein Büchnerfragment, sowie verschiedene Rollen (Banquo/Pförtner/Arzt/Mörder/Seyton) in Macbeth. In der Spielzeit 2023/24 übernahm er am Schauspiel Frankfurt in dem Theaterstück Phädra, in Flammen von Nino Haratischwili die Hauptrolle des Demophon.
Seit der Spielzeit 2024/25 ist Miguel Klein Medina festes Ensemblemitglied am Schauspiel Frankfurt. Er spielt dort in der Spielzeit 2024/25 als Antrittsrollen u. a. den Valère in Der Geizige (Regie: Mateja Koležnik, alternierend mit Jannik Mühlenweg vom Schauspiel Stuttgart) und Klein-Klipp/Eine Wilddrude/Graugnom/Pferd in der Kinder- und Jugendtheaterproduktion Ronja Räubertochter.
Seit 2023 arbeitet er auch als Sprecher für hr2-Kultur. Er ist Mitglied im Bundesverband Schauspiel (BFFS) und in der Genossenschaft Deutscher Bühnen-Angehöriger (GDBA). Miguel Klein Medina, der auch die spanische Staatsangehörigkeit besitzt, lebt in Frankfurt am Main.

## Filmografie (Auswahl)
- 2018: Meine teuflisch gute Freundin (Kinofilm)
- 2019: Unter uns (Fernsehserie, zwei Folgen)
- 2020: Der Staatsanwalt: Null Toleranz (Fernsehserie, eine Folge)
- 2020: Alles was zählt (Fernsehserie, zwei Folgen)
- 2020: Der Lissabon-Krimi: Die verlorene Tochter (Fernsehreihe)
- 2021: Wild Republic: Ron (Fernsehserie, eine Folge)
- 2022: Unterm Apfelbaum: Einsturzgefährdet (Fernsehreihe)
- 2022: Unterm Apfelbaum: Panta Rhei – Alles im Fluss (Fernsehreihe)

## Hörspiele (Auswahl)
- 2024: Elisabeth Weilenmann: LIBIDOdialoge – Eine Dating-Sinfonie in drei Sätzen. 2. Satz: Fuck You! – Regie: Elisabeth Weilenmann (Original-Hörspiel – HR/ORF)

Quellen: ARD-Hörspieldatenbank und Ö1-Hörspieldatenbank